# Mont Shari
Pour les articles homonymes, voir Shari (homonymie).
Le mont Shari (斜里岳, Shari-dake), aussi appelé Sharifuji, est une montagne du Japon située sur l'île de Hokkaidō, au pied de la péninsule de Shiretoko. Ce stratovolcan, formé durant le Pléistocène dans la pointe sud de l'arc volcanique des Kouriles, est inscrit sur la liste des 100 montagnes célèbres du Japon.

## Toponymie
Bien avant l'arrivée des Japonais, l'île de Hokkaidō était habitée par une population aborigène : les Aïnous. Le mont Shari, collectivement avec les monts Onnebetsu et Unabetsu, était alors désigné par un mot de la langue aïnou, « Onnemupuri (オンネヌプリ) », signifiant littéralement « montagne âgée » ou « montagnes parents », selon les sources,,. Ce toponyme est, de nos jours, encore utilisé, à côté de « mont Shari » qui lie la montagne au fleuve Shari (ja) qui y prend sa source, et, plus largement, au territoire que couvre le district de Shari dans la sous-préfecture d'Okhotsk. Le terme « Shari » est la transcription approximative en japonais du mot aïnou « saru » qui signifie « roselière du marais », une allusion aux colonies de roseaux qui poussent à l'embouchure du fleuve Shari. Le volcan Shari serait le pendant mâle du mont Saru (1 422 m) qui abrite la source du fleuve Saru (ja) dans le district de Saru de la sous-préfecture de Hidaka, un territoire situé dans le sud de l'île de Hokkaidō.
Le mont Shari est aussi couramment appelé Okhotskfuji (オホーツク富士), ou encore Sharifuji (斜里富士), en raison de sa forme conique qui rappelle celle du mont Fuji, symbole du Japon éternel,,.

## Géographie

### Situation
Le mont Shari est une montagne de l'île de Hokkaidō, au Japon, à cheval sur la limite sud du bourg de Shari (sous-préfecture d'Okhotsk), la limite est du bourg de Kiyosato, et la limite ouest du bourg de Shibetsu (sous-préfecture de Nemuro). Non loin de la base de la péninsule de Shiretoko, il est l'un des volcans des monts Shiretoko qui forment la majeure partie de la péninsule du même nom, dans une forêt nationale de 14 000 km2 qui couvre aussi le mont Rausu, une autre montagne inscrite sur la liste des 100 montagnes célèbres du Japon. Il est situé environ 101 km au nord-est de Sapporo, 991 km au nord-est de l'agglomération de Tokyo, 22 km au nord-est du lac Mashū, 17 km de la mer d'Okhotsk et 28 km du détroit de Nemuro, un détroit qui relie la mer d'Okhotsk et l'océan Pacifique.

### Topographie
Édifice volcanique de la ceinture de feu du Pacifique, le mont Shari fait partie d'un groupe de volcans du nord-est de Hokkaidō formant la pointe sud de l'arc volcanique des Kouriles. Il possède une forme conique caractéristique des stratovolcans ; le diamètre de sa base est d'environ 12 km. Son point culminant (1 547 m d'altitude) est un dôme de lave. Ses pentes sont entaillées par l'érosion qui a donné naissance, au fil des âges, a des vallées radiaires profondes s'élargissant du centre du volcan vers sa circonférence. Sa partie haute est constituée de plusieurs dômes de lave dont cinq, sommet inclus, dépassent les 1 400 m, le mont Minamishari (1 442 m) et le mont Higashishari (1 452 m) notamment. Ces édifices volcaniques reposent sur des lignes de crête, vestiges d'anciens cratères au diamètre variant de 500 m à 1 km. Un volcan parasite émerge à l'altitude de 1 508 m au sud du sommet, et deux autres dômes de lave sont proéminents au pied des versants sud et sud-ouest.

### Géologie
Le mont Shari est un volcan dont les éruptions majoritairement explosives le classent comme un volcan gris. Il est essentiellement composé de roches magmatiques et plus particulièrement d'andésite, de dacite et de basalte.

### Hydrographie
Le fleuve Shari prend sa source au pied du versant sud du mont Shari. Son bassin versant s'étend sur 566 km2, dans tout l'ouest et le nord-est de la montagne. Long de 55 km, il termine son parcours en mer d'Okhotsk, dans le Sud-Ouest du bourg de Shari. De nombreux ruisseaux et rivières, prenant naissance sur les pentes du volcan, alimentent le fleuve. La rivière Ichinosawa, par exemple, prend sa source sur le versant occidental de la montagne dans l'un des ravins à disposition radiale qui incisent les pentes du volcan. Elle grossit les eaux de la rivière Chiesakuetonbi, un affluent de rive droite du fleuve dont le cours supérieur se développe au pied du versant ouest de la montagne.
La rivière Pankeniwanai prend sa source sur le versant sud-est du mont Shari. Au pied de la montagne, il se jette dans le fleuve Chūrui qui serpente sur environ 35 km avant d'atteindre son embouchure : le détroit de Nemuro, dans l'Est de Shibetsu.

## Histoire
Le sol de la partie nord-est de l'île de Hokkaidō s'est formé sur une roche-mère qui a pris forme lors de l'ouverture de la mer d'Okhotsk le long de l'arc volcanique des Kouriles, de la fin de l'Oligocène (33,9 - 23,03 Ma) au milieu du Miocène (23 - 5,3 Ma). Durant le Néogène et le Pléistocène, les mouvements tectoniques du sous-sol engendrent une activité volcanique qui fait surgir de la lithosphère le magma à l'origine de la formation des chaînes vulcaniennes du Nord de Hokkaidō,. L'orogenèse du stratovolcan Shari débute au Pléistocène inférieur, il y a 1,03 Ma. La structure volcanique initiale est recouverte par un nouvel édifice volcanique durant le Pléistocène moyen (250 000 ans - 80 000 ans),,.
L'Agence météorologique du Japon, se conformant à des normes internationales depuis 2003, considère qu'un volcan est actif s'il est entré en éruption au cours de l'Holocène, soit depuis les 10 000 dernières années environ. Par conséquent, elle ne classe pas le mont Shari dans sa liste des volcans actifs du Japon.

## Activités

### Voies d'accès
Deux voies d'ascension principales permettent d'accéder au sommet du mont Shari. L'une, la « voie Kiyosato », longue d'environ 5 km pour un dénivelé de 867 m, débute dans le bourg de Kiyosato, au pied du versant ouest du volcan, près du refuge Seigakusō (altitude 680 m),. Elle longe une partie de la rivière Ichinosawa, puis mène à la cime de la montagne en suivant un chemin de crête, via le col Kumami (altitude 1 230 m),. Une variante de ce parcours consiste à suivre jusqu'à sa source le cours de la rivière Ichinosawa dont le cours comprend plusieurs passages en cascade,,. Sur le versant nord-ouest, la « voie Shari », ou « voie Mitsui », est ouverte depuis 1958 au bord d'une route forestière du bourg de Shari, au-delà du cours supérieur de la rivière Toyosato (altitude 450 m),. Un sentier de randonnée, long d'environ 4,5 km, aboutit au sommet du mont Shari, via le rocher Gama, en suivant une ligne de crête au bord du lit d'un ruisseau tari (altitude 1 138 m),.

### Protection environnementale
Le mont Shari et ses environs immédiats sont protégés dans un vaste espace forestier de  14 000 km2 géré par le ministère de l'Agriculture, des Forêts et de la Pêche. Les agents de l'État assurent notamment la protection de l'environnement naturel, veillent au maintien de la biodiversité, et contrôlent l'usage des ressources agricoles, forestières et aquatiques.
Du sommet du mont Shari jusqu'à la mi-hauteur de son versant sud, le parc naturel préfectoral Sharidake (en), une zone naturelle de 29,8 km2, étendue sur les deux municipalités de Shibetsu et Kiyosato, est administré par le gouvernement préfectoral de Hokkaidō depuis le 13 novembre 1980.

## Dans la culture
Après sa découverte à Kitami, sur l'île de Hokkaidō, le 10 septembre 1988, un astéroïde de la ceinture principale d'astéroïdes est nommé (5580) Sharidake d'après le mont Shari,.